# Eddie Dean (cantante)
Eddie Dean (9 de julio de 1907 – 4 de marzo de 1999) fue un cantante y actor del género western de nacionalidad estadounidense, a quien Roy Rogers y Gene Autry consideraban el mejor cowboy cantante de todos los tiempos. Dean fue sobre todo conocido por la canción "I Dreamed Of A Hill-Billy Heaven" (1955), la cual fue un gran éxito en 1961 de la mano de Tex Ritter.

## Inicios
Su verdadero nombre era Edgar Dean Glossup, y nació en la comunidad rural de Posey, en el Condado de Hopkins, Texas. Su padre era maestro, y fue el que animó a su hijo a iniciar una carrera profesional como cantante. A los 16 años de edad Dean actuaba en el circuito del Gospel sureño (Southern gospel) con los cuartetos Vaughan y V.O. Stamps.
Dean y su hermano, Jimmie Dean, se mudaron a Chicago, Illinois, actuando en el programa radiofónico National Barn Dance, de la emisora WLS. Además, trabajaron en una emisora de Yankton, Dakota del Sur.
En 1934 Dean hizo su primer papel cinematográfico, el de Sam en Manhattan Love Song. En 1937 Dean se instaló en Hollywood, California, y empezó a actuar en westerns, a menudo junto a Roscoe Ates (1894–1962), que interpretaba a Soapy Jones. Muchos de los primeros papeles de Dean fueron sin aparecer en los créditos.

## Cine y números musicales
Entre los diversos filmes y números musicales de Dean se incluyen los siguientes:
- The Renegade Trail (1939), como Cowboy Cantante "Red".
- Rolling Home to Texas (1940), como el sheriff.
- The Harmony Trail (1944), como Marshal Eddie Dean, su primer papel protagonista.
- Wildfire, como Sheriff Johnny Deal (1945); interpretaba "On the Banks of the Sunny San Juan" y "By the Sleepy Rio Grande".
- Song of Old Wyoming (1945), como él mismo, interpretando "Hills of Old Wyoming", "My Herdin' Song", y "Wild Prairie Rose".
- Colorado Serenade" (1946), como él mismo; interpretaba "Riding On Top of the Mountain", "Western Lullaby", "Ridin' Down To Rawhide", y "Home on the Range".
- Down Missouri Way, como él mismo (1946), interpretando "Old Missouri Hayride".
- Romance of the West" (1946), como él mismo, interpretando "Ridin' the Trail To Dreamland", "Love Song of the Waterfall", y "Indian Dawn.
- Tumbleweed Trail (1946), como él mismo, cantando "Tumbleweed Trail", "Lonesome Cowboy", y "Careless Darlin'".
- Stars over Texas (1946), como él mismo, interpretando "Stars Over Texas", "Sands of the Old Rio Grande", y "Fifteen Hundred and One Miles of Texas".
- Range Beyond the Blue (1947), como él mismo, cantando "West of the Pecos", "Range Beyond the Blue", y "Pony With the Uncombed Hair".
- Wild Country (1947), como él mismo, cantando "Wild Country", "Saddle With a Golden Horn", y "Ain't No Gal Got a Brand On Me".
- The Westward Trail (1948), como él mismo, interpretando "Cathy", "It's Courtin' Time", y "Westward Trail".
- The Tioga Kid (1948), como Clip Mason, cantando "Driftin' River", "Way Back In Oklahoma", "Ain't No Gal Got A Brand On Me".
- Black Hills (1948), como él mismo, interpretando "Black Hills", "Punchinello", y "Let's Go Sparkin'"[5]

Dean también actuó en la serie cinematográfica de aventuras de Hopalong Cassidy.

## Televisión
Dean, Ates, y Jan Sterling también actuaron en la serie televisiva western de la ABC The Marshal of Gunsight Pass, emitida en 1950 por las emisoras de la Costa Oeste de los Estados Unidos. Dean también apareció en el material de archivo del programa de la NBC The Gabby Hayes Show.
Tiempo después del fin de The Marshal of Gunsight Pass, Dean actuó como Trail Boss Tim en un corto televisivo de 1962 titulado The Night Rider, junto a Johnny Cash y Dick Jones. 
Dean posteriormente fue artista invitado en dos episodios de 1963 de la serie de la CBS The Beverly Hillbillies, protagonizada por Buddy Ebsen. Se trataba de los titulados "Elly's Animals" y "Jed Plays Solomon".

## Carrera musical
En la década de 1930 Dean cantó con frecuencia en la radio en compañía de Judy Canova. A partir de 1941 grabó una serie de singles para los sellos discográficos Standard, American Record Company, Just Film, Decca Records, y Radio Recorders, y en 1948 entró en Mercury Records, compañía para la cual grabó "One Has My Name (The Other Has My Heart)," escrita con su esposa, Lorene Donnelly Dean (4 de octubre de 1911—12 de julio de 2002), con la que se había casado en 1931. El tema llegó al número 1 de la lista country de Billboard' cuando fue grabada por Jimmy Wakely y, posteriormente, por Jerry Lee Lewis.
En 1955, Dean editó "Hill-Billy Heaven" en asociación con Hal Southern, continuando con posterioridad sus grabaciones para pequeños sellos, y siendo uno de los fundadores de la Academia de la Música Country.
Una de las últimas grabaciones de Eddie, lanzada en los años 90, fue una canción country titulada 'Cold Texas Beer'. El tema fue escrito especialmente para él por el guitarrista Bill Aken, hijo adoptado de los actores Frank y Lupe Mayorga. 
Además, Dean fue miembro del Cowboy Hall of Fame y del Western Music Association Hall of Fame.

## Fallecimiento
Eddie Dean falleció en 1999, a los 91 años de edad, en Westlake Village, California, a causa de un enfisema. Fue enterrado en el Cementerio Pierce Brothers Valley Oaks Memorial Park de Westlake Village. Dos semanas tras su muerte, se añadió una estrella en recuerdo suyo en el Paseo de las Estrellas de Palm Springs, California.